# Boss DS-2

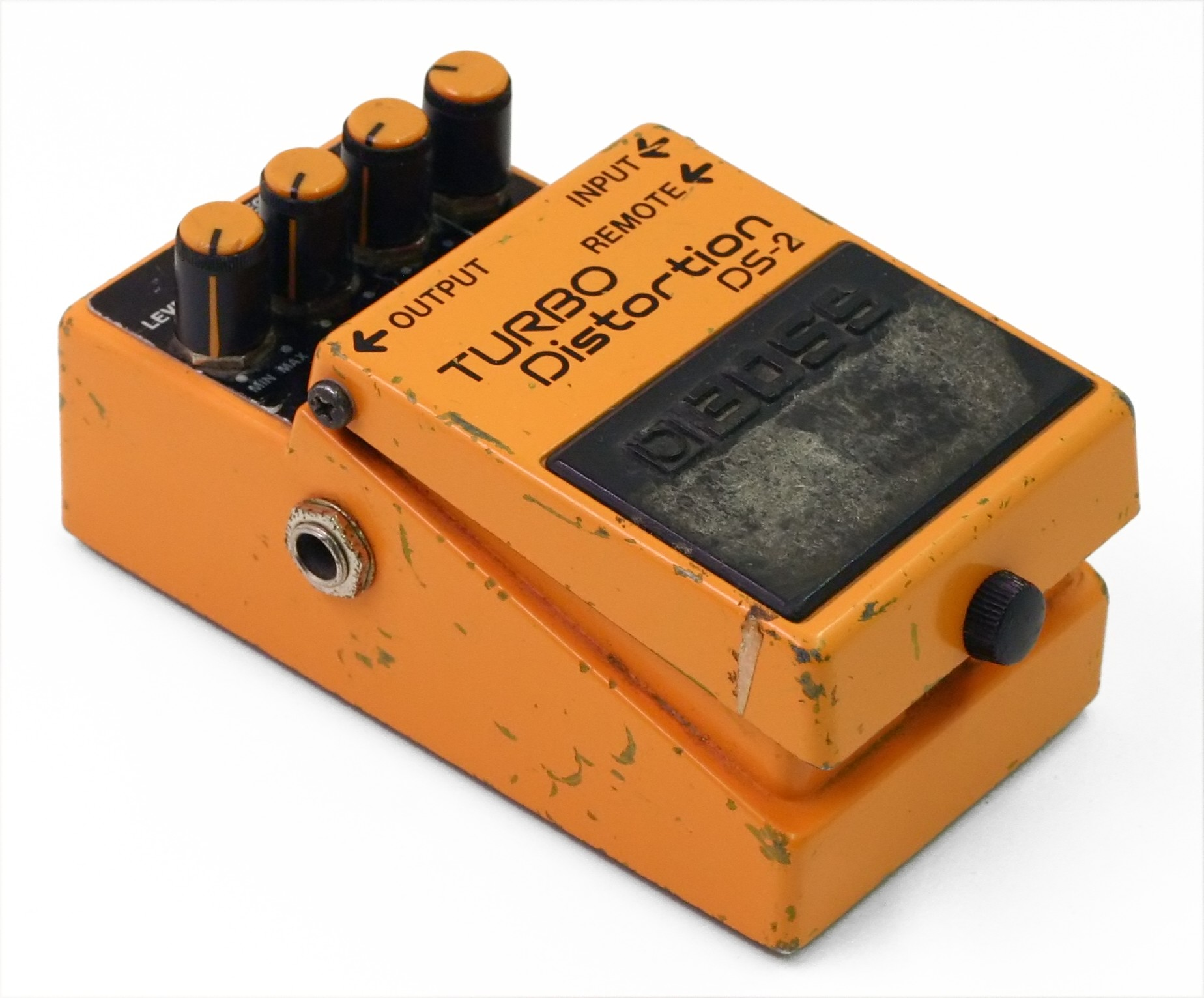
Il pedale Boss DS-2.

Il Boss DS-2 è un pedale distorsore di tipo analogico per chitarra elettrica e tastiera. Si tratta di una versione migliorata del Boss DS-1, al quale vengono apportate diverse migliorie alla circuitazione, viene aggiunta una opzione "turbo" a due selezioni ed una entrata "remote", alla quale può essere collegato il pedale di controllo FS-5L. Questo effetto è stato prodotto e venduto per la prima volta dalla Boss nel 1987.

## La Storia
Il Boss DS-2 nasce dall'esigenza di migliorare e fare evolvere il Boss DS-1, uno dei pedali della Boss più venduti ed apprezzati. Nel 1989, dopo circa due anni dall'inizio della sua vendita, la produzione di questo pedale viene spostata dal Giappone all'Isola di Taiwan, rendendo i Boss DS-2 prodotti in Giappone una rarità. Questo prodotto ottiene un discreto successo, che aumenta leggermente grazie al suo utilizzo, da parte di Kurt Cobain, nell'album In Utero dei Nirvana.

## Il Suono
La modalità "standard" presenta gli stessi controlli e caratteristiche del pedale Boss DS-1, con l'unica differenza che vengono risolti problemi di feedback indesiderati che si generavano con determinate combinazioni di suoni. La modalità "turbo" presenta due controlli: Il primo produce una distorsione calda, morbida e lineare mentre il secondo, pensato principalmente per le parti solistiche e per gli assoli, una distorsione più pungente e con una leggera enfasi sulle medie frequenze.